# سعيد أحمد العنبتاوي
سعيد أحمد العنبتاوي (1927- 22 يوليو 1998) شيخ فلسطيني من علماء القراءات والتجويد في بلاد الشام، وهو من قرية عنبتا في طولكرم بفلسطين.

## نشأته
سعيد بن أحمد بن علي آل عدس العنبتاوي، وهو من قرية عنبتا في محافظة طولكرم بفلسطين، وقد ولد في قرية حدثا من قرى مدينة طبريا بفلسطين عام 1927م، وفي سن الخامسة من عمره فقد بصره.

## طلبه للعلم
نشأ في قرية الحدثة حيث كان يعمل والده، فحفظ القرآن رغم فقدان بصره وهو في التاسعة من عمره، ثم اتم تعليمه في دار الأيتام الإسلامية في القدس، وبعد تخرجه عمل في عدة مهن إلى أن عين مؤذنًا في المسجد الأقصى على مئذنة باب الأسباط الشمالية في عام 1941م، وفي السنة التالية سافر إلى القاهرة بمصر فدخل الأزهر وسكن رواق الشام، وتلقى علوم القراءات العشر على يد الشيخ محمد بن عبد النبي بن عبد اللطيف الرّهاوي، ودرس في حلقات الأزهر متون العربية والفقه والحديث مثل الألفية والآجرومية وغير ذلك من العلوم الشرعية، ومكث في مصر أربع سنوات حتى العام 1947م.

## عمله
عاد المُقرئ سعيد إلى بلدته عنبتا في قضاء طولكرم بفلسطين، ثم رحل إلى القدس فلم تتيسر له وظيفة فيها، فخرج منها إلى عمان، ومن عمان إلى دمشق، وفي دمشق عمل الشيخ سعيد قارئاً للقرآن، ومكث قيها شهرين فقط، ثم رحل بعدها إلى بيروت، فعمل في أحد المساجد مؤذناً وإماماً وقارئاً ومدرساً للقرآن الكريم، وبقي في بيروت حتى عام 1975م، بعد ذلك رحل إلى عمان، ووظّف في وزارة الأوقاف مفتشاً على دور القرآن الكريم بعمان، وبعد ذلك انتقل إلى مدينة الزرقاء، وعيّن إماماً لمسجد عبد الله بن أم مكتوم في منطقة الرّصيفة إلى 1997م. وبدأ الشيخ سعيد عمله في مسجده بإنشاء دار القرآن الكريم، وبدأ يعلم القرآن ويحفظه لطلابه.

## مؤلفاته
- حلية القراء في فن التجويد والأداء، مطبعة الشباب، عمان، 1989.[4] وهي عبارة عن 400 بيت من الشعر على بحر الرجز في أحكام التجويد على رواية حفص عن عاصم، شرحها أحد تلاميذه وهو الشيخ محمود مروح وأسماها «زينة الأداء شرح حلية القراء».[5]

## أسرته
وفي فترة إقامته في بيروت في عام 1948م تزوّج زواجه الأول، ثم في عام 1957م تزوج للمرة الثانية، وله من الأولاد أربعة أبناء وثلاث بنات.

## وفاته
توفي المُقرئ سعيد يوم الخميس 22 يوليو 1998.